# ریموند چهارم، کنت طرابلس
ریموند چهارم، کنت طرابلس (انگلیسی: Raymond IV, Count of Tripoli)، کنت طرابلس (۱۱۸۷-۱۱۸۹) و نایب‌السلطنه شاهزاده‌نشین انطاکیه (۱۱۹۳-۱۱۹۴) بود. وی فرزند بزرگ بوهموند سوم انطاکیه و اورگیوز بود.
زمانی که ریموند سوم در سال ۱۱۸۷ میلادی درگذشت، کنت‌نشین طرابلس به پسر ریموند چهارم رسید که پسرخوانده ریموند سوم بود. با این حال، بوهموند سوم پس چند سال به این دلیل که می‌خواست ریموند در دربار انطاکیه باشد، وی را به انطاکیه فراخواند و در عوض دگیر فرزند، بوهموند چهارم را به طرابلس فرستاد. پس از شکست بوهموند در نبر با لوون یکم، شاه ارمنستان و اسیر شدن وی، ریموند به‌عنوان نایب حکومت را در دست گرفت.
در سال ۱۱۹۵، ریموند با آلیس ارمنستان، دختر روبن سوم برای برقراری صلح میان دو حکومت ازدواج کرد که حاصل این ازدواج یک پسر به نام ریموند روپن بود که بعدها مدعی حکومت انطاکیه شد تا جنگ جانشینی انطاکیه آغاز گردد.